# Марьевка (Сталинградская область)
Ма́рьевка, также Оре́ховая — исчезнувший населённый пункт (сначала деревня, потом — посёлок), на территории Ольховского района Волгоградской области.

## География

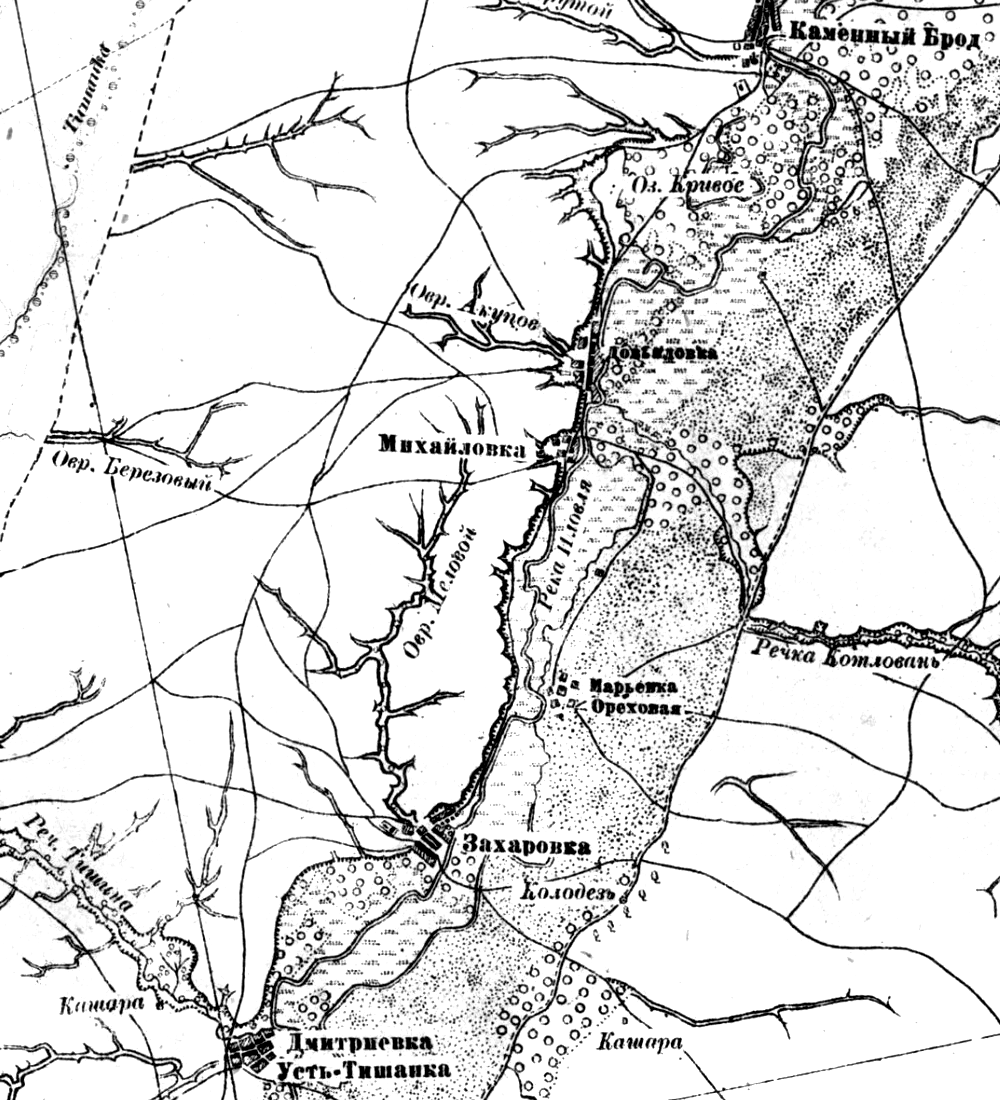
Деревня и окрестности на карте Шуберта XIX века. С северо-востока на юго-запад течёт Иловля. Сама деревня расположен на левом берегу Иловли. Вверх по течению расположена Михайловка, вниз — Захаровка.

Деревня располагалась в 18 километрах от районного центра Ольховки, в 3 километрах от центра сельсовета Михайловки и в 68 километрах от железнодорожной станции Арчеды (Фролово) на левом, низком, берегу реки Иловли. Минх писал о том, что Марьевка располагалась в 125 верстах (133 километрах) от Царицына (Волгограда) и в 16 верстах (17 километрах) к югу от Ольховки.
Напротив Марьевки меловые горы правого берега реки Иловли отвесны как стены.
На военно-топоrрафической карте генерального штаба 1889 года деревня Марьевка или Ореховая показана на реке Иловле между деревнями Михайловкой и Захаровкой. На левом берегу Иловли в 2 верстах (2,1 километрах) к северо-востоку от Марьевки обозначен хутор Боголепов.
В списках населённых мест Саратовской губернии по сведениям 1859 года владельческая деревня Ореховка (Марьевка) значится на просёлочном тракте по реке Иловле при реке Бердия.
При деревне была усадьба дворянки Дьяченковой, а недалеко от неё — хутор Забурунов.

## История

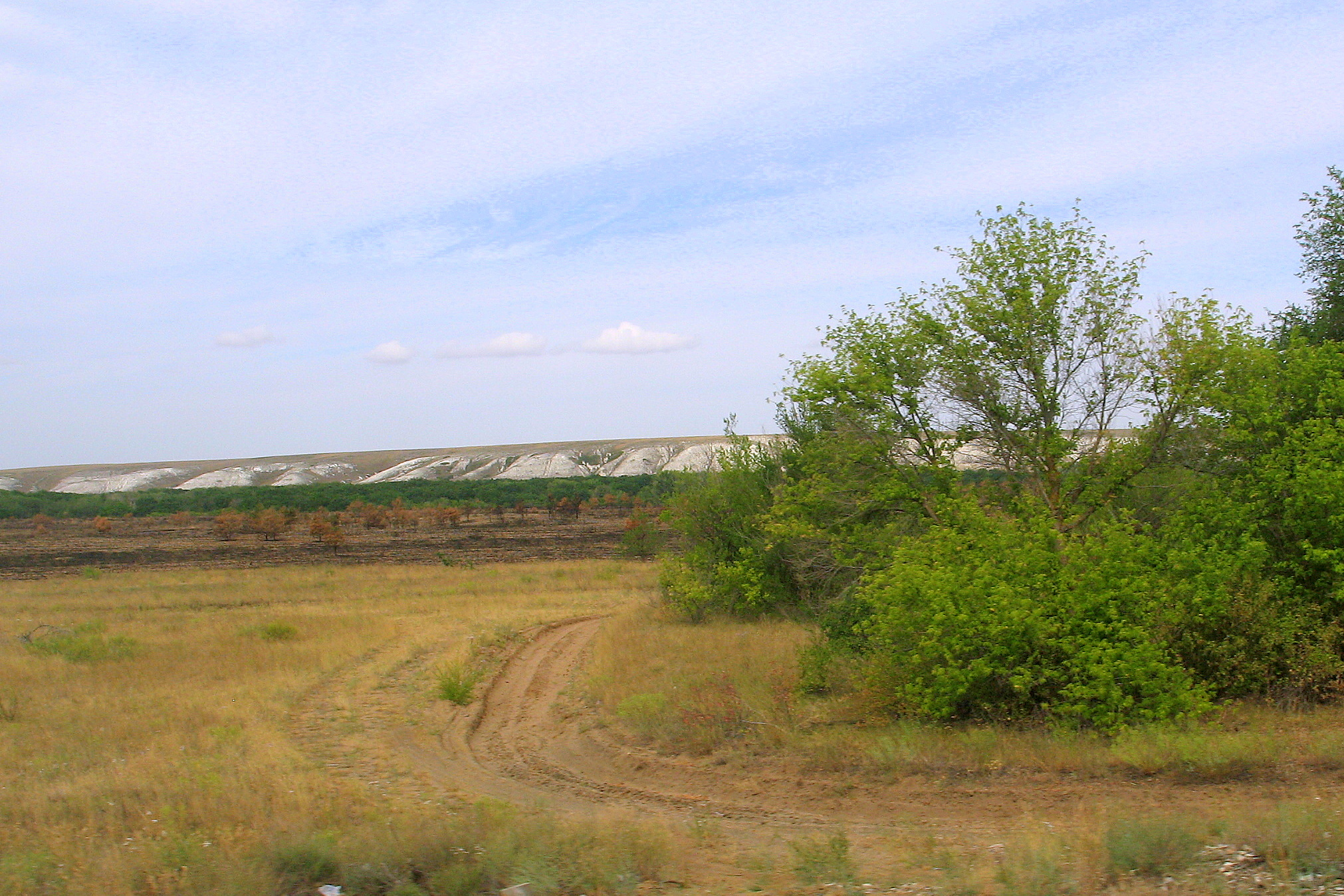
Вид с левого берега Иловли на меловые горы. Недалеко от места, где располагалась.

Деревня Марьевка появилась после 10-й ревизии (1857 год) и входила в 1-й стан Ольховской волости Царицынского уезда. В деревне была мельница.
Постановлением ВЦИК и СНК РСФСР от 21 мая и от 11 июня 1928 года был образован Ольховский район в составе Камышинского округа Нижневолжского края. Деревня Марьевка вошла в состав района и была включена в Михайловский сельсовет, где и находась до исчезновения.
30 июля 1930 года Камышинский округ, как и большинство остальных округов СССР, был упразднён. Его районы отошли в прямое подчинение Нижне-Волжского края. 10 января 1934 года Нижне-Волжский край был разделён на Саратовский и Сталинградский края. Ольховский район с деревней Марьевка отошёл Сталинградскому краю. 5 декабря 1936 года Сталинградский край был преобразован в Сталинградскую область, в состав которой вошёл и Ольховский район с Марьевкой.
С 1940 года упоминается уже как посёлок. В 1949 году посёлок ещё числился в списках населённых пунктов области, а в списках населённых пунктов по состоянию на 1 января 1950 года — уже отсутствует.

## Население
На 1859 год в деревне было 28 дворов, в которых проживало 168 человек (86 мужчин и 82 женщины).
В 1891 году по данным Сараторского губернского статистического комитета в деревне было 18 дворов, в которых проживало 80 человек (34 мужчины, 46 женщин).
В церковном плане на 1895 год относилась к приходу Трёхсвятительской церкви слободы Ольховки.
На 1 января 1936 года в Марьевке было 9 хозяйств, проживало 43 человека, преобладающая национальность — русские.

Крутые меловые горы между Захаровкой и Михайловкой. Вид с правого берега Иловли.